# پرتو نسبیتی

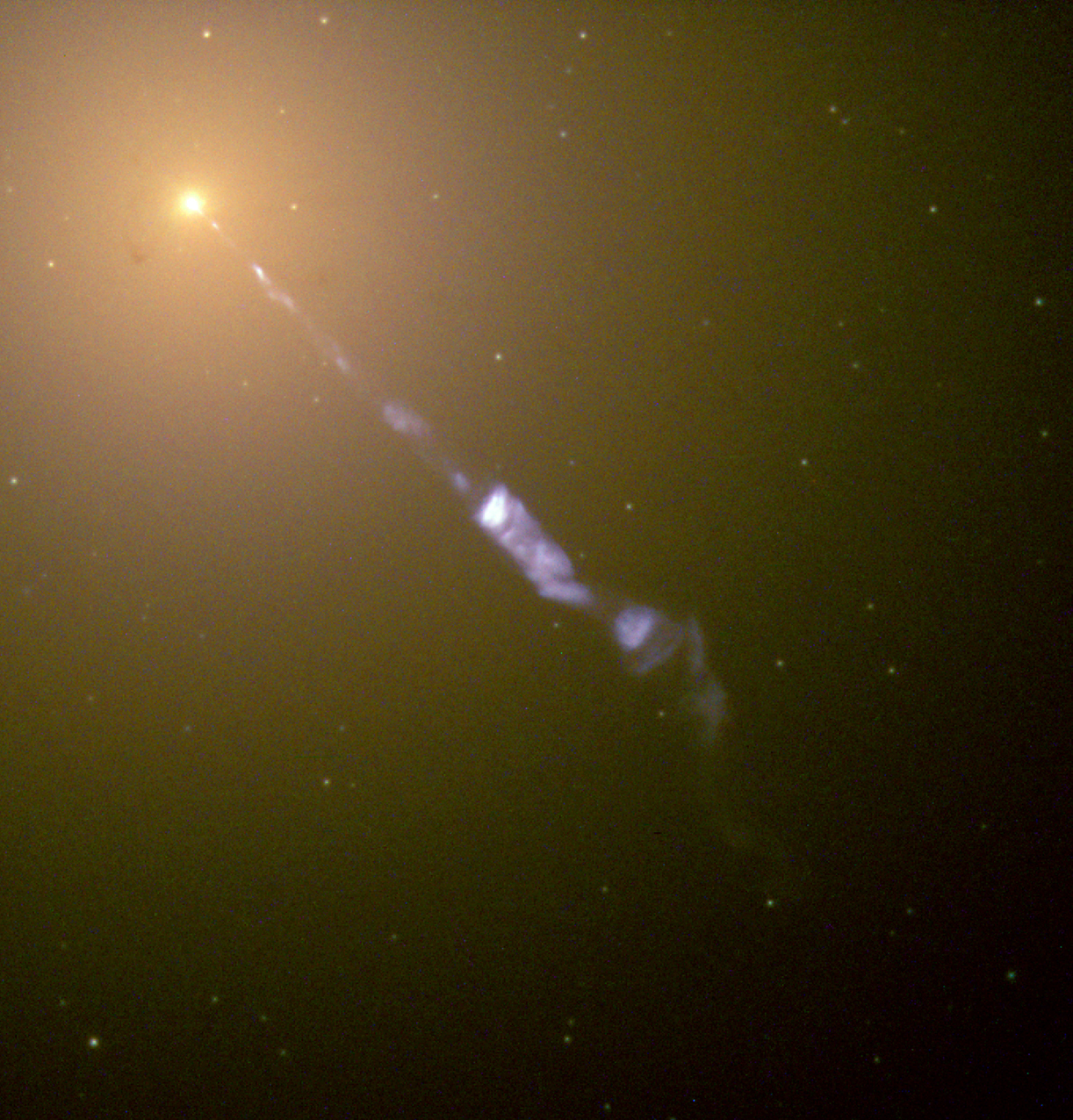
تنها یک فواره در مسیه ۸۷ قابل مشاهده است.

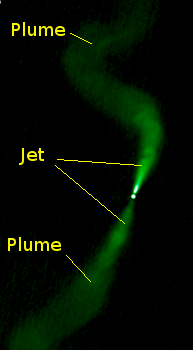
هر دو فواره در ان‌جی‌سی ۳۸۳ دیده می‌شوند.

پرتو نسبیتی (انگلیسی: Relativistic beaming) (همچنین به عنوان پرتو داپلر، تقویت داپلر، یا اثر چراغ جلو نیز شناخته می‌شود) فرایندی است که در آن اثرهای نسبیت خاص درخشندگی ظاهری ماده گسیل‌کننده‌ای را؛ که با سرعت‌های نزدیک به سرعت نور در حال حرکت است، تغییر می‌دهند. در یک زمینهٔ نجومی، پرتوهای نسبیتی معمولاً در دو فوارهٔ نسبیتی پلاسمایی در دو جهت مخالف هم اتفاق می‌افتد که از یک جسم فشردهٔ مرکزی که در حال تجمع ماده است سرچشمه می‌گیرد که همان قرص برافزایشی است. قرص برافزایشی متشکل از اجسام فشرده و فواره‌های نسبیتی دوتایی پرتو ایکس، انفجارهای پرتو گاما، و در مقیاسی بسیار بزرگتر، هسته کهکشانی فعال (اختروش‌ها که آنها نیز با یک جسم فشرده در حال برافزایش مرتبط هستند، نقش دارد، اما تصور می‌شود که صرفاً یک چیز خاص هستند؛ انواع هسته‌های کهکشانی فعال: AGNs).
پرتو بر قدر ظاهری یک جسم متحرک تأثیر می‌گذارد. اگر ابری از گاز را در نظر بگیریم که نسبت به ناظر حرکت می‌کند و تابش الکترومغناطیسی ساطع می‌کند. اگر گاز به سمت ناظر حرکت کند، روشن‌تر از حالت در حرکت نبودن آن خواهد بود، اما اگر گاز در حال دور شدن باشد، کم نورتر به نظر می‌رسد. بزرگی این اثر توسط فواره‌های AGN کهکشان‌های مسیه ۸۷ و ان‌جی‌سی ۳۸۳ نشان داده شده‌است. (تصاویر را ببینید). مسیه ۸۷ دارای فواره‌های دوقلو است که تقریباً مستقیماً به سمت زمین و دور از زمین هدف قرار می‌گیرند. فوارهٔ در حال حرکت به سمت زمین به وضوح قابل مشاهده است (ویژگی بلند و نازک مایل به آبی در تصویر بالا)، در حالی که جت دیگر فواره آنقدر کم نورتر است که قابل مشاهده نیست.
در ان‌جی‌سی ۳۸۳، هر دو جت (که در شکل پایین نشان داده شده‌است) تقریباً در زوایای راست با خط دید ما قرار دارند و بنابراین، هر دو قابل مشاهده هستند. جت بالایی در واقع کمی بیشتر در جهت زمین است و بنابراین روشن‌تر است.